# Vänsterpartiet – de gröna

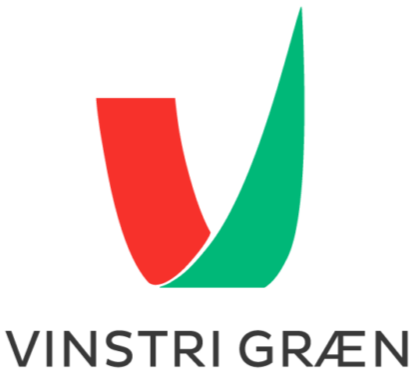
Partiets logotyp.

Vänsterpartiet – de gröna (isländska: Vinstrihreyfingin – grænt framboð, vanligtvis förkortat VG) är ett ekosocialistiskt och feministiskt parti på Island. Partiet grundades år 1999 av medlemmar i det dåvarande Alltinget.
Från 2009 till 2013 ingick VG i koalitionsregering med det socialdemokratiska partiet Samlingsfronten (isländska: Samfylkingin).
Katrín Jakobsdóttir är VG:s partiledare sedan 2013. Sedan 2017 är hon Islands statsminister. 
Partiet är även med i gruppen Nordisk grön vänster (NGL), som grundades år 2004, där också svenska Vänsterpartiet ingår.
Partiets ungdomsförbund heter Ung Vinstri Græn.